# Claude Greff
Claude Greff (ur. 2 czerwca 1954 w Briey) – francuska polityk, samorządowiec, parlamentarzystka, sekretarz stanu w rządzie François Fillona.

## Życiorys
Pracowała jako pielęgniarka, nauczycielka i instruktorka pielęgniarstwa. Przystąpiła do gaullistowskiego Zgromadzenia na rzecz Republiki, z którym to ugrupowaniem w 2002 tworzyła Unię na rzecz Ruchu Ludowego. W 2001 została radną Tours, od 2004 do 2010 zasiadała w radzie Regionu Centralnego.
W wyborach parlamentarnych w 2002 i w 2007 uzyskiwała mandat posłanki do Zgromadzenia Narodowego. W czerwcu 2011 weszła w skład rządu François Fillona, obejmując urząd sekretarza stanu ds. rodziny. Zakończyła urzędowanie w maju 2012 wraz z całym gabinetem. W czerwcu tego samego roku utrzymała mandat deputowanej na kolejną kadencję, wykonywała go do 2017. W 2015 ponownie wybrana do rady regionalnej.
Claude Greff jest mężatką, ma czwórkę dzieci.